# Hugo Helmig
Hugo Helmig Toft Simonsen, bättre känd som Hugo Helmig, född 24 juli 1998 i Århus, död 23 november 2022 i Köpenhamn, var en dansk singer-songwriter. Han är mest känd för sin debutsingel "Please Don't Lie", som blev den mest spelade radiolåten i Danmark år 2017.
Hugo Helmig var son till sångaren Thomas Helmig och författaren Renée Toft Simonsen.  Han var dessutom kusin med sångerskan och låtskrivaren Clara Toft Simonsen.